# غابات ميومبو الجنوبية
غابات ميومبو الجنوبية هي منطقة بيئية للأراضي العشبية والغابات الاستوائية تمتد عبر أجزاء من ملاوي وموزمبيق وزامبيا وزيمبابوي.
إنها واحدة من أربع مناطق بيئية لغابات ميومبو تمتد عبر القارة الإفريقية جنوب غابات الكونغو والسافانا في شرق إفريقيا.